# Gheorghe Roșca Codreanu

Gheorghe Roșca Codreanu

Gheorghe Roșca Codreanu (n. 10 martie 1805, Bârlad – d. 19 noiembrie 1837, Viena) a fost un boier filantrop moldovean care a contribuit la formarea învățământului românesc.

## Biografie
Gheorghe Roșca Codreanu a fost unul din cei cinci copii ai spătarului Ioan Roșca Codreanu și al Ecaterinei Jora. A primit instrucție în casa părintească și la Institutul Vasilian din Iași. Devine căpitan în Miliția Moldovenească (1830-1832). Se îmbolnăvește de ftizie și se retrage la Moșia de la Văleni județul Fălciu, iar în 1837 pleacă la Viena unde moare în același an. Lasă prin testament toată averea sa (572 ha) în scopuri filantropice, printre care și deschiderea unei școli în care să se predea limba latină.
Fratele său Neculai Roșca Codreanu a contribuit la înființarea primei școli de fete din Bârlad.

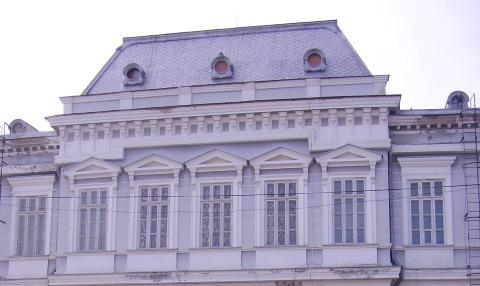
Colegiul Național „Gheorghe Roșca Codreanu”.

Astfel ia naștere Colegiul Național „Gheorghe Roșca Codreanu”, deschiderea cursurilor având loc la 20 octombrie 1846; inaugurarea actualei clădiri s-a făcut la 27 aprilie1886, iar după mai multe renovări construcția arată astăzi ca un frumos monument arhitectonic. Liceul „Codreanu” era al patrulea liceu înființat în cele două țări românești, după cele din București, Iași și Craiova, în urma reformei învățământului inițiată de Alexandru Ioan Cuza în 1864. În decursul timpului a avut mai multe denumiri: Gimnaziul „Codreanu” (1858), Liceul „Codreanu” (1864), devenind Colegiul Național „Gheorghe Roșca Codreanu” la împlinirea unui secol de existență (1946), apoi Liceul „Gheorghe Roșca Codreanu” și din nou, începând cu anul 1996, Colegiul Național „Gheorghe Roșca Codreanu”.
În luna noiembrie 1940, în prezența lui Traian Brăileanu, ministrul Educației Naționale de atunci, a fost dezvelit un bust al ctitorului Gheorghe Roșca Codreanu, lucrat în bronz de sculptorul Mihai Onofrei. Bustul, situat în partea de nord-vest a clădirii liceului din Bârlad, a fost trimis la topire în 1951, când proletcultismul pusese stăpânire pe cultura românească.